# Sunifred II (hrabia Empúries)
Sunifred II, także Sunyer II (ur. ok. 840 - zm. 915) – hrabia Roussillon od 862 roku i Empúries od 896 roku. Był synem Sunifreda I, władcy obydwu hrabstw w latach 834-841.
W 862 roku razem ze swoim bratem Delą przejął kontrolę nad Empúries po tym, jak nastąpił bunt Humfryda, hrabiego Barcelony. Bracia rządzili wspólnie do śmierci Deli w 894. Razem zaatakowali Gironę, ale wyparł ich stamtąd Wilfred Włochaty. W 888 roku złożył hołd frankońskiemu władcy Odonowi. W 891 roku przygotowywał ekspedycję morską przeciw Maurom, jednak w jej wyniku nie udało mu się niczego uzyskać. W 878 roku Troyes usunął z Roussillon hrabiego Bernarda z Gocji i osadził na nim swego krewnego Miro Starszego. Po śmierci tego ostatniego w 896 roku hrabstwo odziedziczył Sunifred. Po jego śmierci władza w obydwu hrabstwach przeszła na najstarszego syna Benciona.
Z małżeństwa z nieznanego pochodzenia Ermenegardą doczekał się czterech synów i jedną córkę:
- Benciona (zm. 916), następcę ojca;
- Gausberta (zm. 931), następcę Benciona;
- Elmerata (zm. 920), biskupa Elny;
- Guadala (zm. 947), biskupa Elny;
- Arsindę, żonę Francona z Narbonne.